# Metasia sefidalis
Metasia sefidalis là một loài bướm đêm trong họ Crambidae.